# Louisville Cardinals (basquetebol masculino)
A equipe de basquete masculino de Louisville Cardinals é o programa de basquete universitário representante da Universidade de Louisville na Conferência da Costa Atlântica (ACC) da NCAA - Divisão I. Os "Cardeais" ganharam dos campeonatos da NCAA (1980 e 1986) e já estiveram em 8 Final Fours final, em 40 participações no torneio da NCAA.

## Títulos Nacionais
- Campeonato de Basquetebol da NCAA: 2 títulos (1980 e 1986)
  - Os Cardinals ganharam um terceiro campeonato na quadra em 2013, mas esse campeonato foi desocupado depois que a NCAA determinou que vários jogadores daquele time estavam inelegíveis para jogar. A equipe não apenas foi destituída de seu campeonato de 2013, mas também de sua aparição na Final Four de 2012.

## Conferências
Os Cardinals já pertenceram à 8 diferentes conferências, sendo um dos programas de esporte universitário dos Estados Unidos que mais trocaram de associação.
- Kentucky Intercollegiate Athletic Conference (1925-1948)
- Ohio Valley Conference (1948-1949)
- Missouri Valley Conference (1964-1975)
- Metro Conference (1975-1995)
- Conference USA (1995-2005)
- Big East Conference (2005-2013)
- American Athletic Conference (2013-2014)
- Atlantic Coast Conference (2014-atual)

LouisVille jogou como escola independente entre 1911 a 1925 e 1949 a 1964 (total de 29 temporadas completas).

## Títulos de Conferência
- Missouri Valley Conference: 7 títulos (1967, 1968, 1969, 1971, 1972, 1974 e 1975)
- Metro Conference: 12 títulos (1977, 1979, 1980, 1981, 1983, 1984, 1986, 1987, 1988, 1990, 1993 e 1994)
- Conference USA: 1 título (2005)
- Big East Conference: 1 títulos (2009)
  - O título do Big East de 2013 dos Cardinals foi desocupado pela NCAA.
- American Athletic Conference: 1 título (2014)